# Sérgio Alex Kugland de Azevedo
Sérgio Alex Kugland de Azevedo (Rio de Janeiro, 27 de janeiro de 1956), é um cientista brasileiro, diretor do Museu Nacional entre 2003 e 2010. Estudou geologia e ciências biológicas na Universidade Federal do Rio Grande do Sul. Especializou-se em paleontologia.
Em sua gestão no museu, deu especial ênfase à área de geologia e paleontologia.